# Cyrtonus brevis
Cyrtonus brevis é uma espécie de artrópode pertencente à família Chrysomelidae.